# Peter Fulde
Peter Fulde (* 6. April 1936 in Breslau, Provinz Niederschlesien; † 11. April 2024 in Dresden) war ein deutscher Physiker und Hochschullehrer.

## Leben
Peter Fulde promovierte 1963 an der University of Maryland. 1968 wurde er zum Professor für Theoretische Physik an der Johann Wolfgang Goethe-Universität Frankfurt am Main berufen. Von 1971 bis 1974 leitete er die Theoriegruppe des Instituts Laue-Langevin in Garching. Anschließend war er bis 1993 Direktor am Max-Planck-Institut für Festkörperforschung in Stuttgart, bevor er bis zu seiner Pensionierung im Jahre 2007 eine Direktorenstelle am Max-Planck-Institut für Physik komplexer Systeme in Dresden übernahm. 
Von 2007 bis 2013 war er Präsident und ist seitdem Ehrenpräsident des Asia Pacific Centers for Theoretical Physics und Distinguished Professor am POSTECH in Pohang (Korea). 2015 stiftete er den Physik-Preis Dresden.
Peter Fulde starb am 11. April 2024 in Dresden.

## Forschungsschwerpunkte
Seine Forschungsschwerpunkte lagen in der Theorie der Festkörperphysik. Besonders bemerkenswert waren seine Beiträge zur Theorie der Metalle, zu Kristallfeldern in Seltenen Erden, zu elektronischen Korrelationen und zur Quantenchemie. Die Fulde-Ferrell-Larkin-Ovchinnikov (FFLO) Phase, die in Supraleitern auftreten kann, ist nach einer Vorhersage unter anderem von Peter Fulde benannt.

## Ehrungen und  Auszeichnungen
Seine wissenschaftliche Tätigkeit führte zu zahlreichen Ehrungen; u. a. war er Ehrendoktor an der Universität Frankfurt, Mitglied der Leopoldina (seit 1995) sowie der Deutschen Akademie der Technikwissenschaften - acatech und Ehrenprofessor der Polnischen Akademie der Wissenschaften, Abt. Breslau. Zudem war er Korrespondierendes Mitglied der Sächsischen Akademie der Wissenschaften.
2007 wurde ihm der Verdienstorden des Freistaates Sachsen verliehen. Am 23. Juni 2009 wurde er zum Ehrenmitglied des Forschungszentrum Dresden-Rossendorf berufen. Im Jahr 2009 wurde er mit dem Tsungming-Tu-Preis ausgezeichnet. Im Jahr 2011 erhielt er den Marian-Smoluchowski-Emil-Warburg-Physikpreis der Deutschen und Polnischen Physikalischen Gesellschaft.
Seit 2014 war Peter Fulde Ehrenbürger der Provinz Gyeongsangbuk-do der Republik Korea und seit 2016 der Stadt Pohang.